# VX Большого Пса
VX Большого Пса (лат. VX Canis Majoris) — одиночная переменная звезда в созвездии Большого Пса на расстоянии (вычисленном из значения параллакса) приблизительно 181198 световых лет (около 55556 парсеков) от Солнца. Видимая звёздная величина звезды — от +16,2m до +15,1m.

## Характеристики
VX Большого Пса — пульсирующая переменная звезда, цефеида (CEP).